# 마르코 주르제비치
마르코 주르제비치(독일어: Marko Djurdjević Марко Ђурђевић[*], 1979년 1월 23일 ~ )는 독일의 만화가이다. 주로 미국의 마블 코믹스 작품의 표지화를 그려내고 있다.